# Радіаційне загасання
Радіаційне загасання — скорочення амплітуди поперечних бетатронних коливань зарядженої частинки в циклічному прискорювачі, а також емітансу пучка частинок, пов'язане зі синхротронним випромінюванням. Оскільки інтенсивність синхротронного випромінювання дуже залежить від енергії частинки (~γ4), радіаційне загасання важливе для прискорювачів легких ультрарелятивістських частинок (електронні синхротрони), і несуттєве для адронних машин.

## Механізм загасання
Випромінювання ультрарелятивістської частинки в поперечному магнітному полі відбувається в напрямку руху частинки, у вузькому конусі з розхилом ~1/γ. Відповідно, під час випромінювання скорочуються всі компоненти імпульсу частинки, як поздовжня, так і поперечні. При проходженні прискорювального резонатора частинка заповнює втрачену на випромінювання енергію, однак, оскільки електричне поле направлене вздовж осі пучка, відновлюється лише поздовжня компонента імпульсу. Таким чином, поперечний імпульс частинки з кожним обертом зменшується, скорочується поперечний кут y'=py/p0 (y = x, z) і інваріант Куранта — Снайдера, тобто розмах бетатронних коливань.
Оскільки випромінена за оберт енергія {\displaystyle U_{0}} завжди набагато менша від енергії частинки {\displaystyle E_{0}}, радіаційне загасання відносно повільне. Декремент загасання {\displaystyle \zeta } залежить від енергії, і від полів магнітних елементів, розташованих на орбіті пучка. Часи загасання {\displaystyle \tau =1/\zeta } можна обчислити так:
{\displaystyle \tau _{x}=2{\frac {E_{0}}{J_{x}U_{0}}}T_{0}},{\displaystyle \tau _{z}=2{\frac {E_{0}}{J_{z}U_{0}}}T_{0}},{\displaystyle \tau _{s}=2{\frac {E_{0}}{J_{E}U_{0}}}T_{0}},
де {\displaystyle E_{0}} — енергія електронів, {\displaystyle U_{0}} — втрати енергії за один оберт, {\displaystyle T_{0}} — період обертання пучка, {\displaystyle J_{x,z,E}} — безрозмірні декременти загасання трьох ступенів вільності:
{\displaystyle J_{E}=2+I_{4}/I_{2}},{\displaystyle J_{x}=1-I_{4}/I_{2}},{\displaystyle J_{x}+J_{z}+J_{E}=4}.
(Остання рівність називається теоремою про суму декрементів.) Радіаційні інтеграли {\displaystyle I_{2,4}}визначаються фокусувальною структурою кільця.
{\displaystyle I_{2}=\oint {{\frac {1}{\rho (s)}}ds}},{\displaystyle I_{4}=\oint {{\frac {D(s)}{\rho (s)}}\left({\frac {1}{\rho (s)^{2}}}+2k_{1}(s)\right)}}.
Тут {\displaystyle \rho } — локальна кривина орбіти, {\displaystyle D} — дисперсійна функція, {\displaystyle k_{1}=G/B\rho } — квадрупольна складова магнітного поля в поворотному магніті, {\displaystyle G} — градієнт поля, {\displaystyle B\rho } — магнітна жорсткість.

## Межа загасання
Важливу роль у загасанні відіграє квантова природа синхротронного випромінювання. Флуктуації випромінювання окремих квантів призводять до розгойдування бетатронних коливань. Кінцева амплітуда коливань частинки, циркулює, визначається балансом між механізмами загасання і віддачі. Слід зазначити, що квантові флуктуації збуджують лише поздовжні (синхротронні), і поперечні горизонтальні коливання, але не вертикальні, якщо кільце плоске. Рівноважний вертикальний емітанс пучка визначається зв'язком двох поперечних мод коливань. Як правило, зв'язок малий, і в електронних синхротронах пучок плоский і витягнутий — радіальний розмір значно більший від вертикального, а поздовжній — більший від поперечних.

## Загасальні кільця
Для отримання інтенсивних електронних і позитронних пучків з малим емітансом використовують накопичувальні кільця. У накопичувач інжектується порція частинок, відбувається загасання, в процесі якого зменшується емітанс, і частина акцептансу кільця вивільняється для нової порції. Без дисипативних сил, що забезпечують загасання, інжекція нової порції без втрати попередньої неможлива, внаслідок теореми Ліувілля про збереження фазового об'єму.
Для скорочення часу загасання, а також іноді для перерозподілу декрементів загасання між поздовжнім і радіальним ступенями вільності, в загасальні кільця часто встановлюють випромінювальні вігглери — сильнопольові магнітні елементи, які багаторазово збільшують втрати енергії частинкою на випромінювання.
Загасальні кільця набули поширення як на прискорювальних комплексах для експериментів з фізики високих енергій, для підготовки інтенсивних пучків для циклічних і лінійних колайдерів, і для експериментів із виведеним пучком, так і як джерела синхротронного випромінення (СВ). Оскільки для джерела СВ важливо отримати високу яскравість випромінювання, слід домагатися мінімізації емітансу електронного пучка — джерела випромінювання. Для цього застосовують спеціальні схеми розстановки фокусувальних елементів (Double Bend Achromat тощо). Однак нижня межа емітансу, пов'язана з квантовими флуктуаціями випромінювання, стала фундаментальною перешкодою для отримання надмалих емітансів, і найпередовіші проєкти джерел СВ 4-го покоління вже засновані не на синхротронах, а на прискорювачах-рекуператорах, де емітанс пучка формується не синхротронним випромінюванням.